# Sandy Lake, Pennsylvania
Sandy Lake är en kommun i Mercer County i delstaten Pennsylvania, USA.